# Karl-Heinrich Buhse
Karl-Heinrich Buhse (* 3. Oktober 1932 in Kiel) ist ein deutscher ehemaliger Politiker (CDU). Von 1967 bis 1970 war er Landrat des Kreises Süderdithmarschen und von 1970 bis 1986 Landrat des Kreises Dithmarschen.

## Leben
Karl-Heinrich Buhse wurde am 3. Oktober 1932 als Sohn eines Berufssoldaten in Kiel geboren. Nach dem Abitur absolvierte er ein Studium der Rechtswissenschaft und legte 1961 die Zweite Staatsprüfung ab. Im selben Jahr trat er in den Dienst des Landes Schleswig-Holstein ein. Er wurde 1962 zum Regierungsassessor und 1964 zum Kreisrechtsrat des Kreises Süderdithmarschen ernannt.
Am 9. Februar 1967 wurde er zum Landrat des Kreises gewählt. Am 1. März 1967 trat er das Amt an. Nach der Zusammenlegung mit dem Kreis Norderdithmarschen war er ab dem 29. Mai 1970 Landrat des neuen Kreises Dithmarschen. Ab 1974 war er Vorsitzender des Schleswig-Holsteinischen Landkreistages und von 1978 bis 1984 war er Präsident des Deutschen Landkreistages. Seine Amtszeit als Landrat endete am 31. März 1986.
Im Zuge der Landtagswahl in Schleswig-Holstein 1996 war er Kandidat der CDU für das Amt des Wirtschaftsministers.
Buhse war Vorsitzender und ist Ehrenmitglied der Gesellschaft für Schleswig-Holsteinische Geschichte. Er war Vorsitzender des Fremdenverkehrsverbands Schleswig-Holstein. Außerdem war er Vorstandsvorsitzender der Schleswag AG und Aufsichtsratsmitglied der Schleswag AG sowie der PreussenElektra AG.

## Ehrungen
- Bundesverdienstkreuz am Bande (1980)[2]
- Komturkreuz des Ordens des Löwen von Finnland (1980)[2]
- Bundesverdienstkreuz 1. Klasse (1984)[2]